# Coudersport
Coudersport ist ein Borough im US-amerikanischen Bundesstaat Pennsylvania und Verwaltungssitz des Potter County. Das U.S. Census Bureau hat bei der Volkszählung 2020 eine Einwohnerzahl von 2.381 ermittelt.

## Geographie
Die Gemeinde liegt an der Mündung des Mill Creek in den Allegheny River und hat eine Fläche von 14,7 km2. Sie ist umgeben von bis knapp 800 m erreichenden Hügeln des Allegheny-Plateau.
In Coudersport zweigt die Pennsylvania Route 44 vom U.S. Highway 6 ab.

## Geschichte
Drei Bauwerke und Bezirke in der Stadt sind im National Register of Historic Places (NRHP) eingetragen (Stand 15. Oktober 2020), die Coudersport and Port Allegany Railroad Station, der Coudersport Historic District und das Potter County Courthouse.

## Persönlichkeiten
- Fred Churchill Leonard (1856–1921), Politiker
- Riki Lindhome (* 1979), Schauspielerin und Musikerin
- Eliot Ness (1903–1957), Finanzbeamter und Prohibitionsagent
- Sobieski Ross (1828–1877), Politiker